# Procapperia
Procapperia is een geslacht van vlinders in de familie van de vedermotten (Pterophoridae).
De typesoort van het geslacht is Oxyptilus maculatus Constant, 1865

## Soorten
- Procapperia insomnis
- Procapperia maculatus